# Pseudagrion coomansi
Pseudagrion coomansi là một loài chuồn chuồn kim trong họ Coenagrionidae.
Loài này được xếp vào sách Đỏ của IUCN năm 2007.
Pseudagrion coomansi được Lieftinck miêu tả khoa học năm 1937.